# When You’re Gone (Avril-Lavigne-Lied)
When You’re Gone ist ein Lied der kanadischen Sängerin Avril Lavigne, das im Juni 2007 als zweite Single aus ihrem im April veröffentlichten dritten Album The Best Damn Thing veröffentlicht wurde.

## Inhalt
Zu der Zeit war Avril Lavigne mit Sum-41-Sänger Deryck Whibley verheiratet. In diesem Lied drückt sie aus, wie sie sich fühlt, wenn sie von ihm getrennt ist. (Dies war oft der Fall, wenn beide getrennt auf Tour waren.)
Lavigne hat für AOL Music kurze Kommentare zu ihren neuen Titeln Girlfriend, I Can Do Better, Everything Back but You und When You’re Gone geschrieben. Ihr Kommentar zu diesem Lied ist wie folgt:

„Der Song ist eine Ballade über das Zurücklassen einer Person die man liebt und über die kleinen Dinge, die man an ihr dann vermisst.“

## Kommerzieller Erfolg

### Chartplatzierungen
| ChartsChartplatzierungen       | Höchstplatzierung | Wochen |
| ------------------------------ | ----------------- | ------ |
| Deutschland (GfK)              | 17 (17 Wo.)       | 17     |
| Österreich (Ö3)                | 10 (23 Wo.)       | 23     |
| Schweiz (IFPI)                 | 14 (23 Wo.)       | 23     |
| Vereinigte Staaten (Billboard) | 24 (20 Wo.)       | 20     |
| Vereinigtes Königreich (OCC)   | 3 (22 Wo.)        | 22     |

| ChartsJahrescharts (2007)    | Platzierung |
| ---------------------------- | ----------- |
| Deutschland (GfK)            | 84          |
| Österreich (Ö3)              | 41          |
| Schweiz (IFPI)               | 49          |
| Vereinigtes Königreich (OCC) | 54          |

### Auszeichnungen für Musikverkäufe
| Land/Region                  | Auszeichnungen für Musikverkäufe (Land/Region, Auszeichnung, Verkäufe) | Verkäufe  |
| ---------------------------- | ---------------------------------------------------------------------- | --------- |
| Australien (ARIA)            | Platin                                                                 | 70.000    |
| Brasilien (PMB)              | Platin                                                                 | 60.000    |
| Japan (RIAJ)                 | Gold                                                                   | 100.000   |
| Kanada (MC)                  | 2× Platin                                                              | 160.000   |
| Neuseeland (RMNZ)            | Gold                                                                   | 15.000    |
| Vereinigte Staaten (RIAA)    | 2× Platin                                                              | 2.000.000 |
| Vereinigtes Königreich (BPI) | Gold                                                                   | 400.000   |
| Insgesamt                    | 3× Gold · 6× Platin ·                                                  | 2.805.000 |

Hauptartikel: Avril Lavigne/Auszeichnungen für Musikverkäufe